# Lista de municípios do Amazonas por data de fundação
Este anexo aborda os municípios do Amazonas por data de fundação. O Amazonas é um estado brasileiro da Região Norte, sendo formado pela união de 62 municípios. Sua população de acordo com estimativas do Instituto Brasileiro de Geografia e Estatística (IBGE) de 2011 é de 3 538 359 habitantes.
O primeiro município criado por Decreto Lei no Amazonas foi Manaus, sua atual capital, fundada em 24 de outubro de 1669, sendo também um dos municípios históricos do Brasil. Além de Manaus, outros municípios no estado também são tidos como históricos, como Borba - que foi a primeira vila fundada em território amazonense, em meados de 1728, tendo recebido autonomia em 3 de março de 1755 - e Barcelos, a primeira capital do Amazonas.
| Posição | Município                 | Fundação                |
| ------- | ------------------------- | ----------------------- |
| 1       | Manaus                    | 24 de outubro de 1669   |
| 2       | Borba                     | 3 de março de 1755      |
| 3       | Barcelos                  | 27 de maio de 1758      |
| 4       | Maués                     | 25 de junho de 1833     |
| 5       | Parintins                 | 15 de outubro de 1852   |
| 6       | Tefé                      | 15 de junho de 1855     |
| 7       | Barreirinha               | 13 de maio de 1873      |
| 8       | Itacoatiara               | 08 de setembro de 1655  |
| 9       | Humaitá                   | 15 de maio de 1869      |
| 10      | Manicoré                  | 15 de maio de 1878      |
| 11      | Lábrea                    | 7 de março de 1881      |
| 12      | São Paulo de Olivença     | 31 de maio de 1882      |
| 13      | Urucará                   | 12 de maio de 1887      |
| 14      | Codajás                   | 05 de agosto de 1875    |
| 15      | Boca do Acre              | 22 de outubro de 1890   |
| 16      | Canutama                  | 22 de outubro de 1891   |
| 17      | Manacapuru                | 27 de setembro de 1894  |
| 18      | Eirunepé                  | 8 de setembro de 1895   |
| 19      | Benjamin Constant         | 29 de janeiro de 1898   |
| 20      | Carauari                  | 26 de setembro de 1911  |
| 21      | Coari                     | 2 de agosto de 1932     |
| 22      | Santo Antônio do Içá      | 13 de março de 1936     |
| 23      | Fonte Boa                 | 31 de março de 1938     |
| 24      | São Gabriel da Cachoeira  | 31 de março de 1938     |
| 25      | Ipixuna                   | 18 de fevereiro de 1955 |
| 26      | Atalaia do Norte          | 19 de dezembro de 1955  |
| 27      | Autazes                   | 19 de dezembro de 1955  |
| 28      | Careiro                   | 19 de dezembro de 1955  |
| 29      | Envira                    | 19 de dezembro de 1955  |
| 30      | Japurá                    | 19 de dezembro de 1955  |
| 31      | Juruá                     | 19 de dezembro de 1955  |
| 32      | Jutaí                     | 19 de dezembro de 1955  |
| 33      | Maraã                     | 19 de dezembro de 1955  |
| 34      | Nova Olinda do Norte      | 19 de dezembro de 1955  |
| 35      | Novo Aripuanã             | 19 de dezembro de 1955  |
| 36      | Tapauá                    | 19 de dezembro de 1955  |
| 37      | Nhamundá                  | 31 de janeiro de 1956   |
| 38      | Pauini                    | 19 de março de 1956     |
| 39      | Anori                     | 29 de dezembro de 1956  |
| 40      | Itapiranga                | 29 de dezembro de 1956  |
| 41      | Silves                    | 29 de dezembro de 1956  |
| 42      | Santa Isabel do Rio Negro | 29 de dezembro de 1957  |
| 43      | Urucurituba               | 24 de janeiro de 1976   |
| 44      | Amaturá                   | 24 de março de 1981     |
| 45      | Alvarães                  | 10 de dezembro de 1981  |
| 46      | Anamã                     | 10 de dezembro de 1981  |
| 47      | Beruri                    | 10 de dezembro de 1981  |
| 48      | Boa Vista do Ramos        | 10 de dezembro de 1981  |
| 49      | Iranduba                  | 10 de dezembro de 1981  |
| 50      | Itamarati                 | 10 de dezembro de 1981  |
| 51      | Manaquiri                 | 10 de dezembro de 1981  |
| 52      | Novo Airão                | 10 de dezembro de 1981  |
| 53      | Rio Preto da Eva          | 10 de dezembro de 1981  |
| 54      | São Sebastião do Uatumã   | 10 de dezembro de 1981  |
| 55      | Tabatinga                 | 10 de dezembro de 1981  |
| 56      | Tonantins                 | 10 de dezembro de 1981  |
| 57      | Uarini                    | 10 de dezembro de 1981  |
| 58      | Caapiranga                | 28 de dezembro de 1981  |
| 59      | Presidente Figueiredo     | 10 de dezembro de 1981  |
| 60      | Apuí                      | 30 de dezembro de 1987  |
| 61      | Careiro da Várzea         | 30 de dezembro de 1987  |
| 62      | Guajará                   | 30 de dezembro de 1987  |